# Francescas
Pour les articles homonymes, voir Francesca.
Francescas est une commune du Sud-Ouest de la France, située dans le département de Lot-et-Garonne (région Nouvelle-Aquitaine). Commune située dans l'aire culturelle de la Gascogne.

## Géographie

### Localisation
Commune située dans le sud du département de Lot-et-Garonne et limitrophe de celui du Gers.

### Communes limitrophes
Les communes limitrophes sont  Fieux, Lasserre, Ligardes, Moncrabeau et Nomdieu.
|          | Fieux      |                 |
| Lasserre | Francescas | Nomdieu         |
|          | Moncrabeau | Ligardes (Gers) |

### Climat
Pour des articles plus généraux, voir Climat de la Nouvelle-Aquitaine et Climat de Lot-et-Garonne.
Historiquement, la commune est exposée à un climat océanique aquitain.  
En 2020, Météo-France publie une typologie des climats de la France métropolitaine dans laquelle la commune est exposée à un climat océanique altéré et est dans la région climatique Aquitaine, Gascogne, caractérisée par une pluviométrie abondante au printemps, modérée en automne, un faible ensoleillement au printemps, un été chaud (19,5 °C), des vents faibles, des brouillards fréquents en automne et en hiver et des orages fréquents en été (15 à 20 jours).
Pour la période 1971-2000, la température annuelle moyenne est de 13,1 °C, avec une amplitude thermique annuelle de 15,3 °C. Le cumul annuel moyen de précipitations est de 759 mm, avec 10,7 jours de précipitations en janvier et 6,5 jours en juillet. Pour la période 1991-2020, la température moyenne annuelle observée sur la station météorologique la plus proche, située sur la commune de Laplume à 10 km à vol d'oiseau, est de 14,2 °C et le cumul annuel moyen de précipitations est de 767,2 mm,. Pour l'avenir, les paramètres climatiques de la commune estimés pour 2050 selon différents scénarios d’émission de gaz à effet de serre sont consultables sur un site dédié publié par Météo-France en novembre 2022.

## Urbanisme

### Typologie
Au 1er janvier 2024, Francescas est catégorisée commune rurale à habitat dispersé, selon la nouvelle grille communale de densité à sept niveaux définie par l'Insee en 2022.
Elle est située hors unité urbaine. Par ailleurs la commune fait partie de l'aire d'attraction d'Agen, dont elle est une commune de la couronne,. Cette aire, qui regroupe 81 communes, est catégorisée dans les aires de 50 000 à moins de 200 000 habitants,.

### Occupation des sols

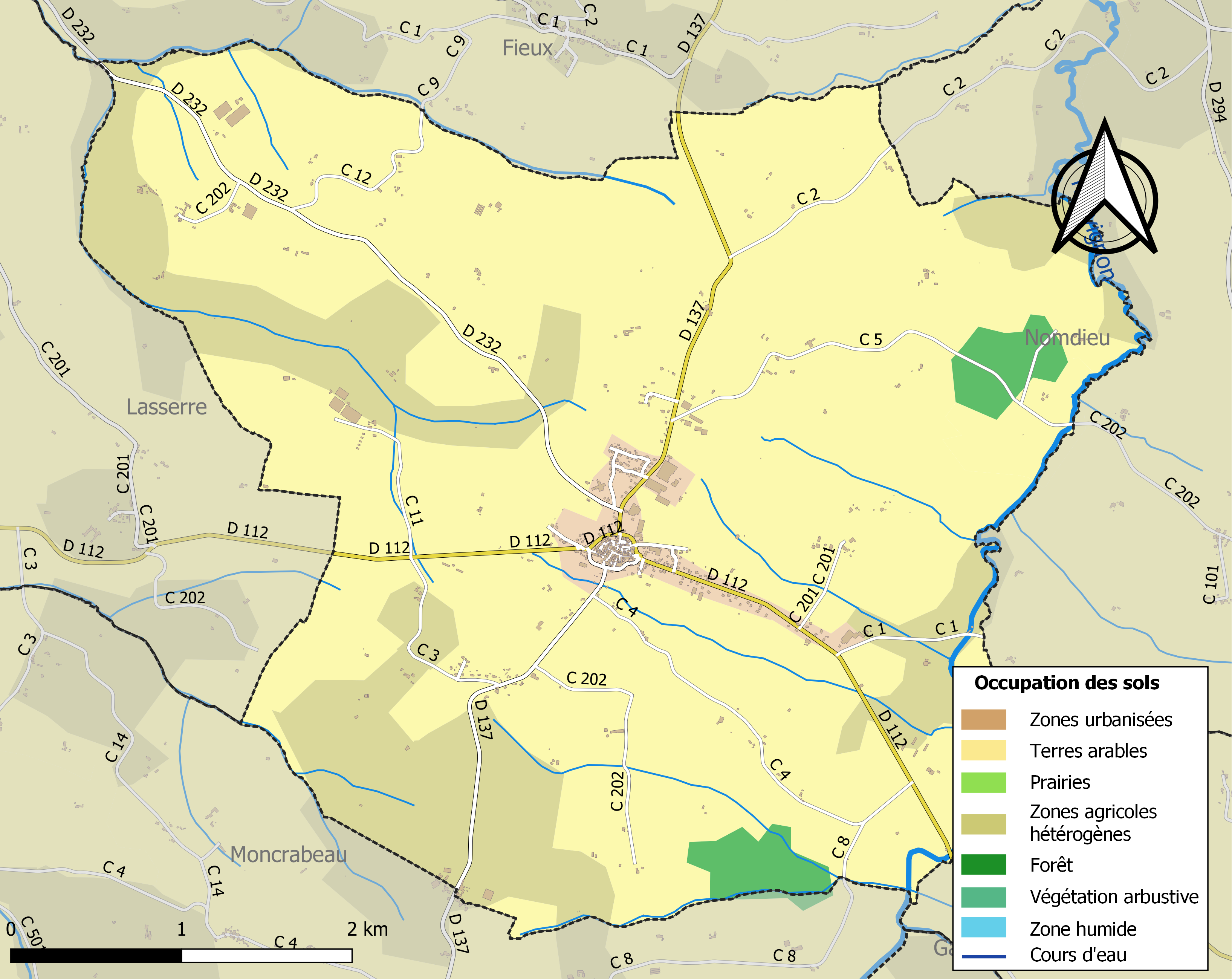
Carte des infrastructures et de l'occupation des sols de la commune en 2018 (CLC).

L'occupation des sols de la commune, telle qu'elle ressort de la base de données européenne d’occupation biophysique des sols Corine Land Cover (CLC), est marquée par l'importance des territoires agricoles (95,1 % en 2018), en diminution par rapport à 1990 (96 %). La répartition détaillée en 2018 est la suivante : 
terres arables (74,2 %), zones agricoles hétérogènes (19,5 %), zones urbanisées (2,5 %), forêts (2,3 %), cultures permanentes (1,5 %). L'évolution de l’occupation des sols de la commune et de ses infrastructures peut être observée sur les différentes représentations cartographiques du territoire : la carte de Cassini (XVIIIe siècle), la carte d'état-major (1820-1866) et les cartes ou photos aériennes de l'IGN pour la période actuelle (1950 à aujourd'hui).

### Risques majeurs
Le territoire de la commune de Francescas est vulnérable à différents aléas naturels : météorologiques (tempête, orage, neige, grand froid, canicule ou sécheresse), mouvements de terrains et séisme (sismicité très faible). Un site publié par le BRGM permet d'évaluer simplement et rapidement les risques d'un bien localisé soit par son adresse soit par le numéro de sa parcelle.
Les mouvements de terrains susceptibles de se produire sur la commune sont des tassements différentiels.

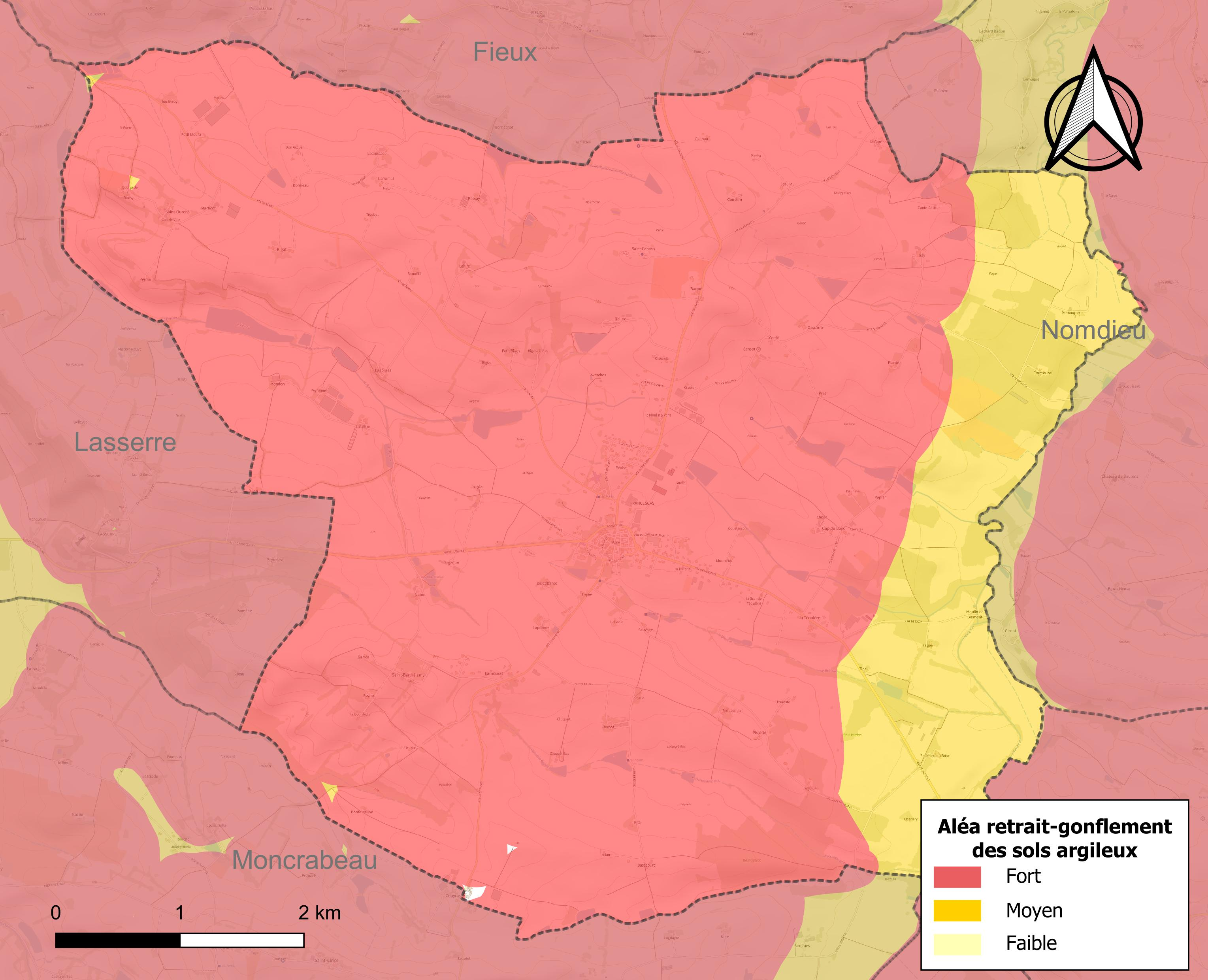
Carte des zones d'aléa retrait-gonflement des sols argileux de Francescas.

Le retrait-gonflement des sols argileux est susceptible d'engendrer des dommages importants aux bâtiments en cas d’alternance de périodes de sécheresse et de pluie. La totalité de la commune est en aléa moyen ou fort (91,8 % au niveau départemental et 48,5 % au niveau national). Depuis le 1er octobre 2020, en application de la loi ELAN, différentes contraintes s'imposent aux vendeurs, maîtres d'ouvrages ou constructeurs de biens situés dans une zone classée en aléa moyen ou fort,.
La commune a été reconnue en état de catastrophe naturelle au titre des dommages causés par les inondations et coulées de boue survenues en 1982, 1999 et 2009, par la sécheresse en 1991, 1993, 2002, 2011 et 2017 et par des mouvements de terrain en 1999.

## Toponymie
Franciscano (de — ), Francisca*, Francescas (Franciscano - venant des Francs) 
Francescas est un territoire franc ('escas' correspond en gros à hectare) - donc terre des Francs,.

## Histoire

### Héraldique
| Blason de Francescas | Blason  | Coupé : au 1er de gueules au triangle d'argent surmonté d'un besant d'or et accosté de deux autruches affrontées au naturel, 2e d'azur à trois fleurs de lis d'or. |
| Blason de Francescas | Détails | Le statut officiel du blason reste à déterminer. |
| Blason de Francescas | Alias   | D'azur à la bastide d'or ouverte, ajourée et maçonnée de sable, accompagnée de trois fleurs de lis d'or ; au chef cousu de gueules chargé d'un lion léopardé d'or. |

## Politique et administration
| Période                                  | Période   | Identité                     | Étiquette | Qualité                                |
| ---------------------------------------- | --------- | ---------------------------- | --------- | -------------------------------------- |
| Les données manquantes sont à compléter. |           |                              |           |                                        |
| 1782                                     | 1783      | Sieur Dupin                  |           |                                        |
| 1783                                     | 1786      | M. Patras de Campagno        |           |                                        |
| 1786                                     | 1793      | Mr. Ducos                    |           |                                        |
| 1793                                     | 1794      | Pierre Vivent                |           |                                        |
| 1798[Quoi ?]                             |           | Gabiotte                     |           | Commissaire municipal                  |
| 1794                                     | 1798      | Jacques Lartiques            |           |                                        |
| 1798                                     | 1803      | Bernard Vivent               |           |                                        |
| 1803                                     | 1808      | Pierre Dupin et Dupin-Belloc |           |                                        |
| 1808                                     | 1815      | Louis Come Clairin           |           |                                        |
| 1815                                     | 1815      | Joseph Gabiolle              |           |                                        |
| 1815                                     | 1815      | Louis Come Clairin           |           |                                        |
| 1815                                     | 1818      | Alexandre Bigos              |           |                                        |
| 1818                                     | 1823      | Pierre Vivent                |           |                                        |
| 1823                                     | 1830      | Come P.Marie Clairin         |           |                                        |
| 1830                                     | 1833      | J.M.Joseph Gabiolle          |           |                                        |
| 1833                                     | 1835      | Lucien Dubroca               |           |                                        |
| 1835                                     | 1837      | Auguste Victor Vivent        |           |                                        |
| 1837                                     | 1843      | Lucien Bernard Dubroca       |           |                                        |
| 1843                                     | 1844      | Come P.Marie Clairin         |           |                                        |
| 1844                                     | 1848      | Joseph Lassoujade            |           |                                        |
| 1848                                     | 1852      | Come Pierre-Marie Clairin    |           |                                        |
| 1852                                     | 1858      | Antoine Bazignan             |           | Pharmacien                             |
| 1858                                     | 1865      | Pierre Soucaret              |           |                                        |
| 1865                                     | 1881      | Jean-Justin Corne            |           |                                        |
| 1881                                     | 1882      | Germain Balleton             |           |                                        |
| 1882                                     | 1883      | Henri Clarin                 |           |                                        |
| 1883                                     | 1888      | Jean-Justin Corne            |           |                                        |
| 1888                                     | 1892      | Jacques Besse                |           |                                        |
| 1892                                     | 1900      | Pierre Trauquessegues        |           |                                        |
| 1900                                     | 1904      | Mathieu Besse                |           |                                        |
| 1904                                     | 1904      | Paul Labadie                 |           |                                        |
| 1904                                     | 1906      | Victor Labadie               |           |                                        |
| 1906                                     | 1925      | Armand Mene                  |           |                                        |
| 1925                                     | 1929      | Louis Broc                   |           |                                        |
| 1929                                     | 1935      | Augustin Denux               |           |                                        |
| 1935                                     | 1941      | Alfred Bachère               |           |                                        |
| 1941                                     | 1944      | René Darbon                  |           |                                        |
| 1944                                     | 1947      | Daniel Laborde               |           |                                        |
| 1947                                     | 1968      | René Bousquet                |           |                                        |
| février 1968                             | mars 2014 | Raymond Soucaret             | PR        | Sénateur de Lot-et-Garonne (1980-2001) |
| mars 2014 (réélue en mai 2020)           | En cours  | Paulette Laborde             |           |                                        |

## Démographie
| 1793  | 1800  | 1806  | 1821  | 1831  | 1836  | 1841  | 1846  | 1851  |
| ----- | ----- | ----- | ----- | ----- | ----- | ----- | ----- | ----- |
| 1 314 | 1 159 | 1 306 | 1 311 | 1 244 | 1 238 | 1 200 | 1 185 | 1 148 |

| 1856  | 1861  | 1866  | 1872  | 1876  | 1881  | 1886  | 1891 | 1896 |
| ----- | ----- | ----- | ----- | ----- | ----- | ----- | ---- | ---- |
| 1 155 | 1 112 | 1 063 | 1 117 | 1 063 | 1 036 | 1 016 | 931  | 874  |

| 1901 | 1906 | 1911 | 1921 | 1926 | 1931 | 1936 | 1946 | 1954 |
| ---- | ---- | ---- | ---- | ---- | ---- | ---- | ---- | ---- |
| 871  | 857  | 822  | 727  | 746  | 803  | 762  | 735  | 729  |

| 1962 | 1968 | 1975 | 1982 | 1990 | 1999 | 2004 | 2006 | 2009 |
| ---- | ---- | ---- | ---- | ---- | ---- | ---- | ---- | ---- |
| 679  | 589  | 601  | 601  | 625  | 714  | 732  | 725  | 698  |

| 2014 | 2019 | 2022 | - | - | - | - | - | - |
| ---- | ---- | ---- | - | - | - | - | - | - |
| 741  | 737  | 732  | - | - | - | - | - | - |

## Économie
La société EPI DE GASCOGNE, implantée depuis 1985 à Francescas (LIEU DIT LE JARDIN), est le plus grand employeur (100 à 199 salariés selon les saisons). Activité : Coopératives agricoles - production de graines, de semences.
Depuis 1987 la société Sansan dans le domaine négoce agricole est incontournable avec ses silos, le séchoir et le magasin pour l'agriculture franciscaine. Entreprise agréée pour la distribution des produits phytopharmaceutiques à destination des utilisateurs professionnels Sansan est adhérent du réseau inter-régional de négociants privés Act’Agro et affilié Actura, groupement national des négoces.

## Lieux et monuments
- Église Notre-Dame de Francescas : portail du XIVe siècle, clocher, tour, et mosaïque du XVIIe siècle, fresques murales intérieures de Giovanni Masutti. Elle est inscrite à l'Inventaire général du patrimoine culturel[29].
- Château de Saint-Barthélemy - moulin de Viaumont.
- Église Saint-Ourens ou Saint-Orens : l'église porte le nom de l’évêque Orens, premier évêque d’Auch au Ve siècle.
- Place à cornières.

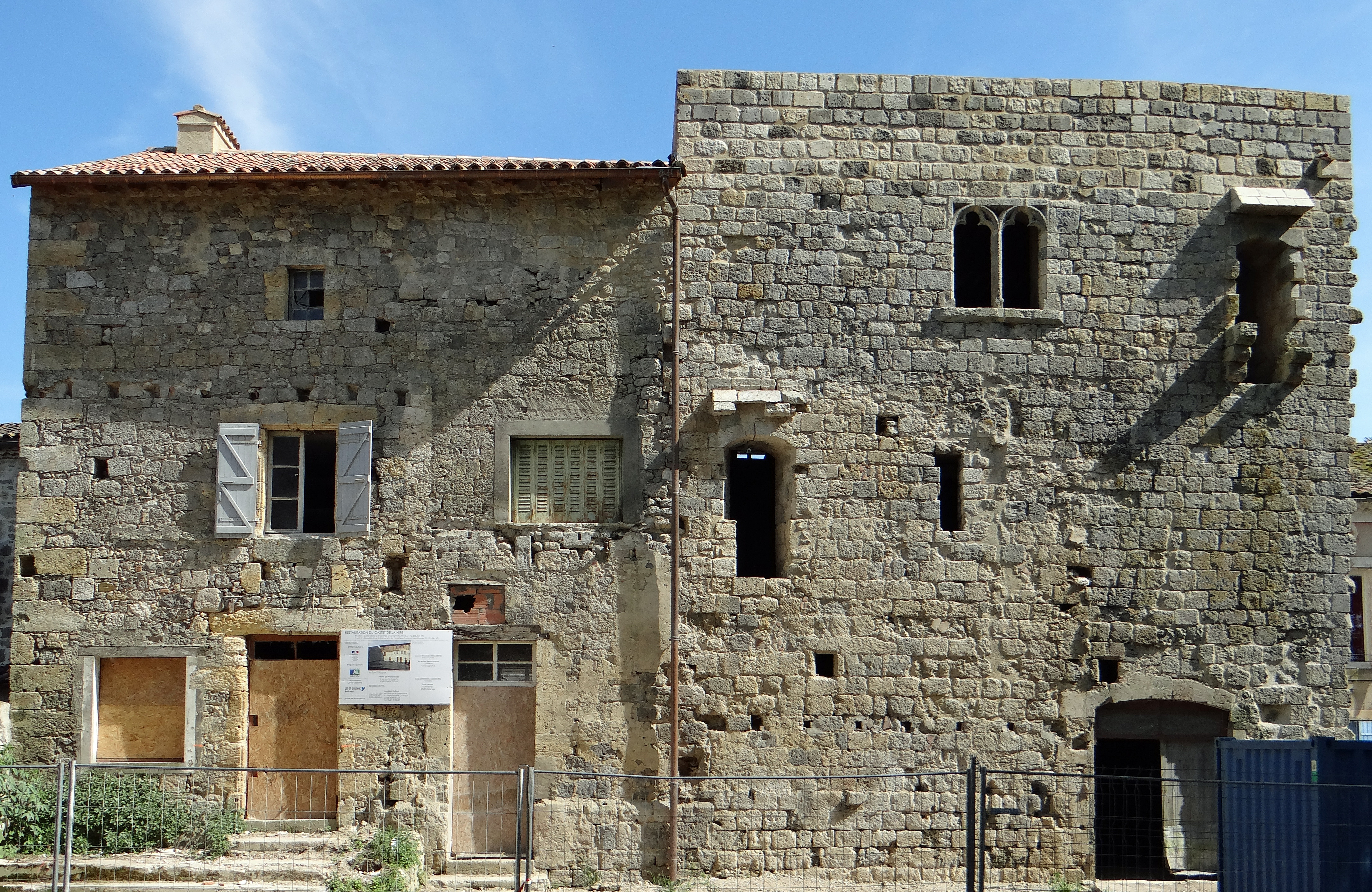
Probablement les restes d'une citadelle sur le rempart mentionné dans les jurades. Façade en cours de restauration en 2015
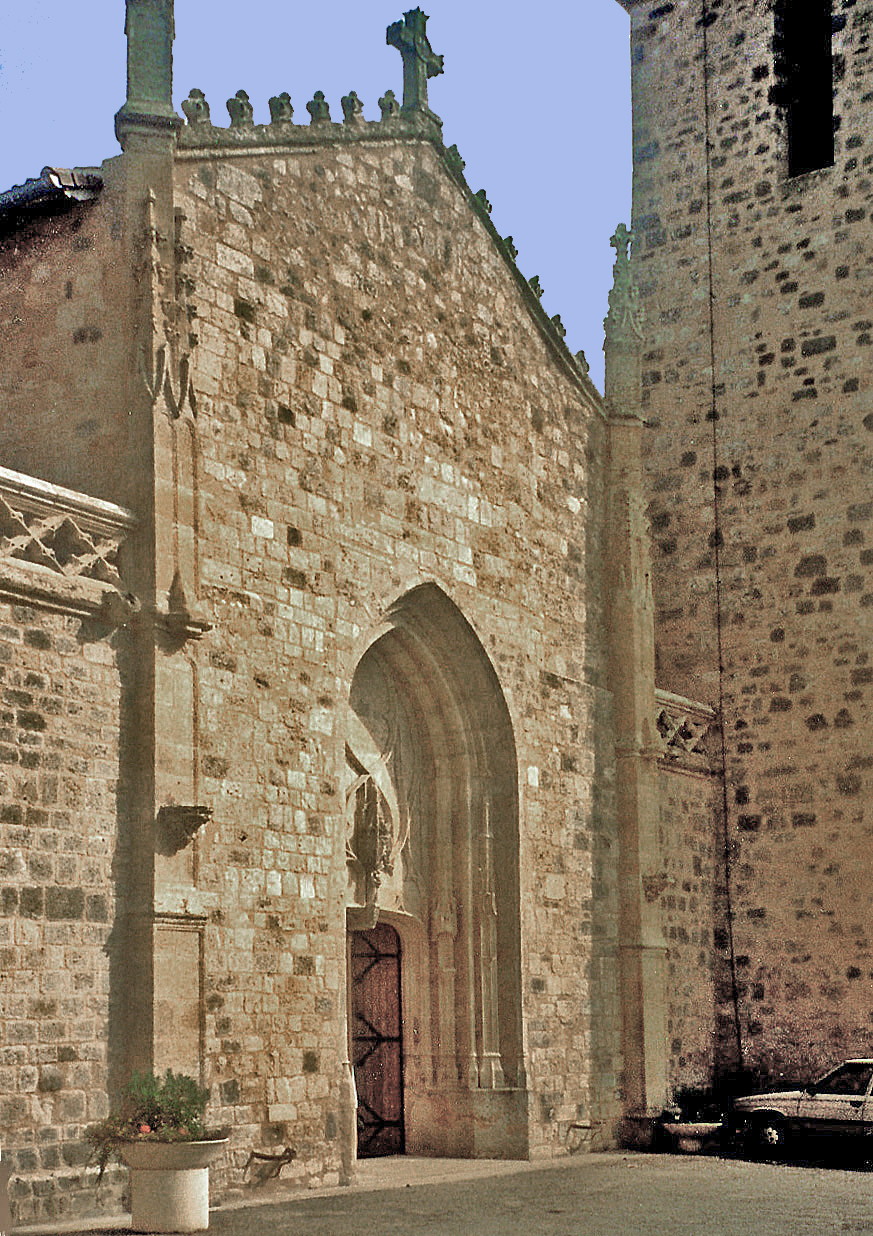
Façade de l'église Notre-Dame
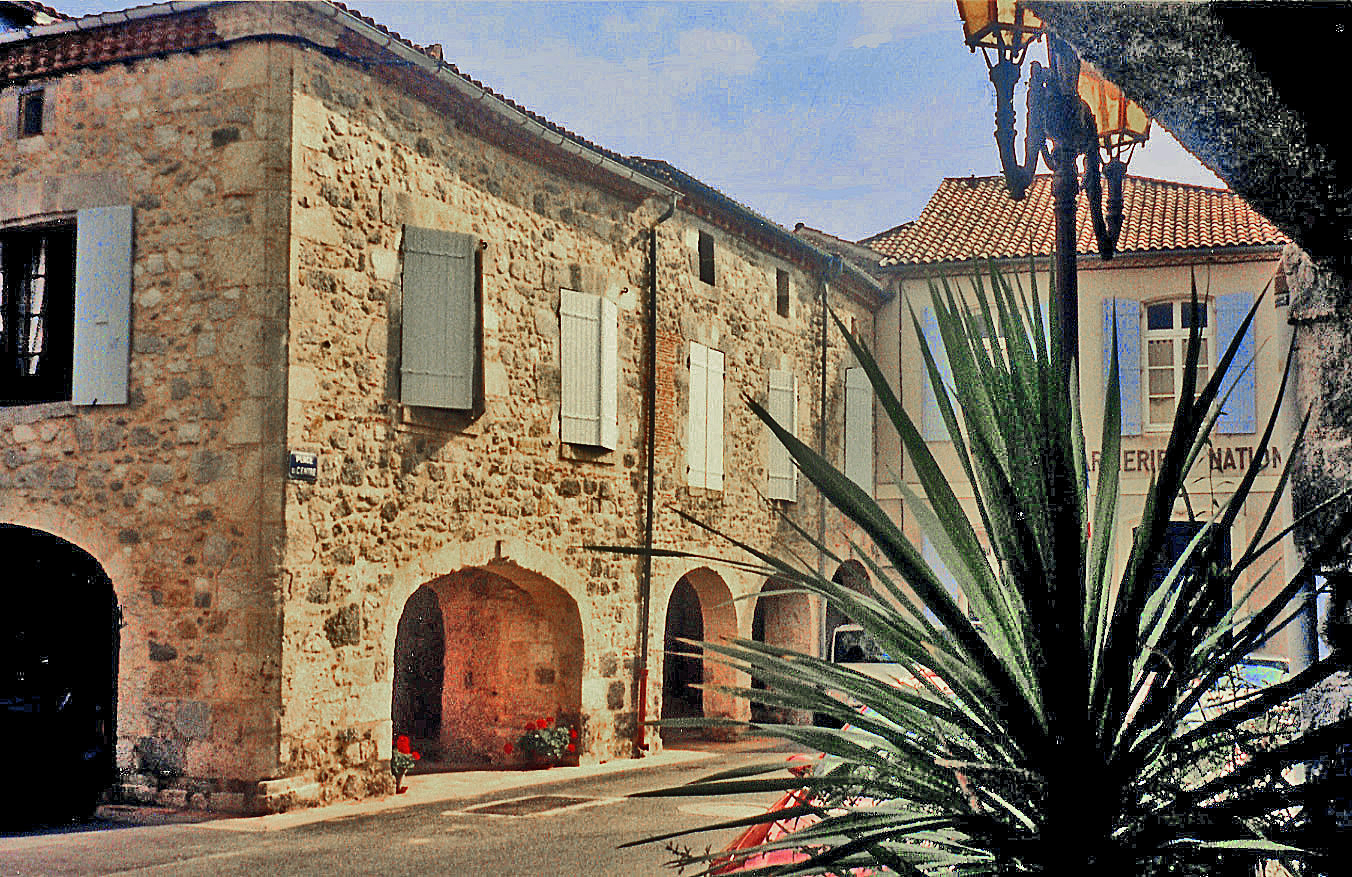
Place à cornières
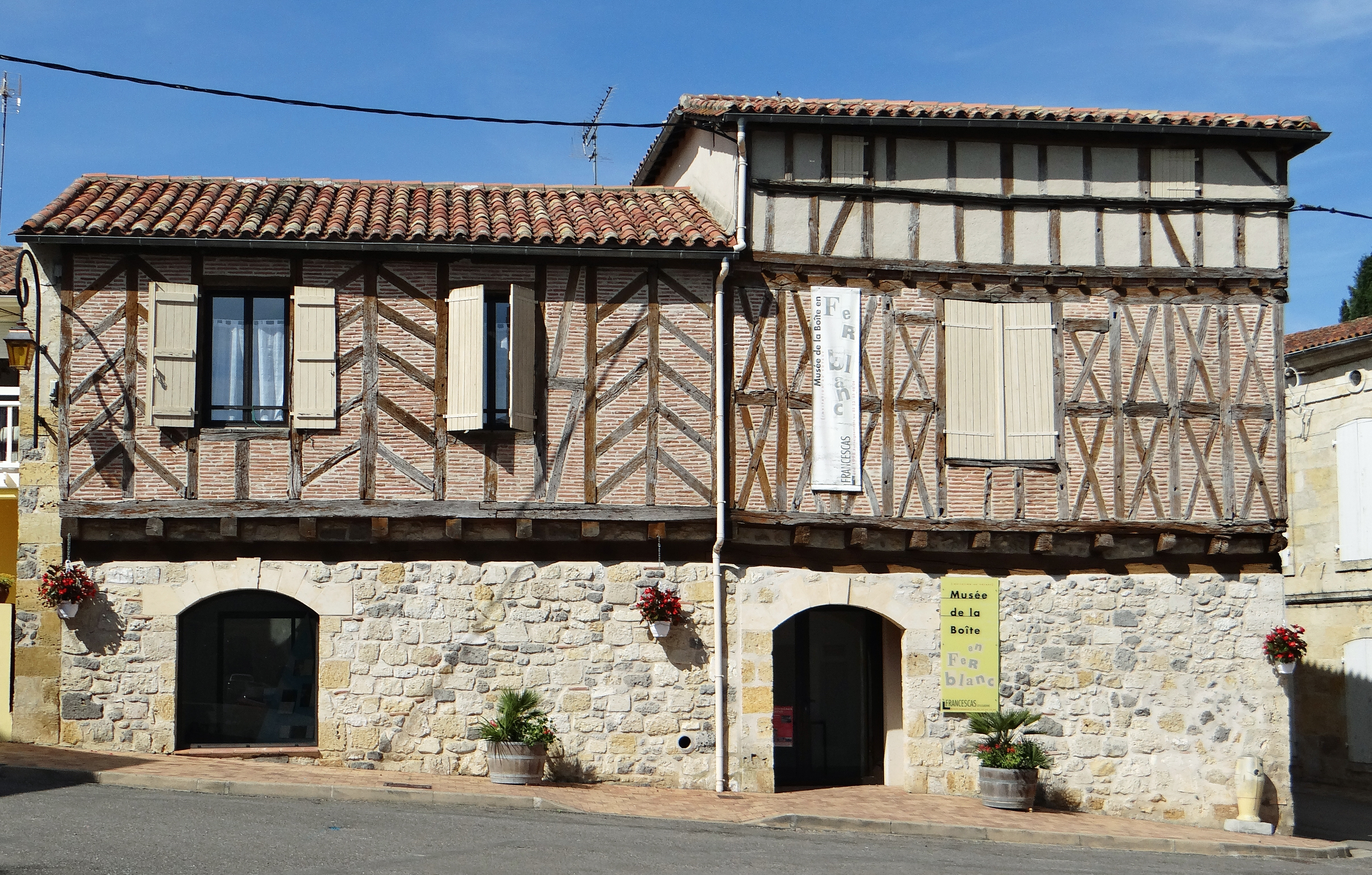
Musée de la boîte en fer blanc

## Personnalités liées à la commune
- Famille de Galard
Pierre de Galard, baron de Limeuil, baron de Clarens est l'auteur d'un rameau qui ne comprend que trois générations. Il était un des plus importants chevaliers de Philippe IV le Bel, son vassal direct quoique ses terres relevassent du Roi d'Angleterre. Il fut grand-maître des arbalétriers. Les places de Boulogne, de Francescas et de Fourcès, aussitôt après leur recouvrance, appartiendront à Pierre de Galard, en vertu des lettres du roi Édouard II d'Angleterre en 1341[30].
- Famille d'Esparbès de Lussan
Jean-Paul d'Esparbès de Lussan ( † 1616), seigneur de La Serre et Francescas, maréchal de camp, sénéchal d'Agenais et de Condomois, gouverneur de Blaye, capitaine de la 1re Cie des Gardes du corps du Roi, chevalier du Saint-Esprit.
- Gaston Crunelle (1898-1990), né à Francescas, est un flûtiste et professeur de flûte français. Il a formé de 1941 à 1969 au Conservatoire de Paris, situé à l'époque rue de Madrid, plus de 135 premiers prix de flûtes. Jean-Pierre Rampal (premier prix 1944) lui succéda en 1969. Outre Jean-Pierre Rampal, il a formé de nombreux musiciens : Maxence Larrieu, Pol Mule, Jean-Louis Beaumadier, Roger Cotte, James Galway, le compositeur de musique de film Carlos Leresche.
- Franck Thore, né à Francescas, élève de Mr. Duffau, où il a joué dans l'Harmonie « Les enfants de Francscas ». Il part pour Paris et entre aussitôt en tant que saxophoniste flûtiste et bandonéoniste dans le grand orchestre du Moulin Rouge à Paris. Cet orchestre de 23 musiciens est spécialisé dans la musique brésilienne et le tango. Il participe également à de nombreux enregistrements et tournées pour des artistes de variétés et de Jazz en vogue, notamment Charles Aznavour sur la scène à l'Olympia (Paris), Dalida, Mireille Mathieu. Paul Mauriat et son Grand orchestre l'engage en 1983-1984-1988 en tant que « Guest star » pour des tournées de concerts de trois mois au Japon et à Taïwan. Il crée en 1987 le duo « Musica dell'Arte » et participe au Festival International de musique de Taïwan[31].
- Raymond Soucaret, membre de la Commission des Affaires étrangères, de la Défense et des Forces armées, Membre du Groupe du Rassemblement démocratique et social européen.